# Anthaxia pseudocongregata
Anthaxia pseudocongregata es una especie de escarabajo del género Anthaxia, familia Buprestidae. Fue descrita científicamente por Descarpentries & Bruneau de Miré en 1963.

## Distribución
Se distribuye por las ecozonas del Neártico, Neotrópico, región indomalaya, Paleártico y región afrotropical.